# 江兰
江兰（—1807年），字芳谷，号畹香、滋伯，安徽歙县人。乾隆间由贡生捐主事，历任河南巡抚、山东布政使、云南巡抚、兵部左侍郎等职。

## 生平
江兰是安徽歙县人，父亲江正大是两淮盐商。江兰贡生出身。乾隆四十一年（1776年），江兰任大理寺少卿。乾隆四十四年二月初四（1779年2月16日），升任太仆寺卿。同年（1779年）出任河南布政使。次年（1780年）调任云南布政使。乾隆四十七年（1782年），又调任河南布政使。乾隆五十一年（1786年），改任河南巡抚。同年，又恢复为河南布政使直至乾隆五十三年（1788年）。乾隆五十五年（1790年），任大理寺少卿。同年，出任山东布政使。乾隆五十六年（1791年），护理山东巡抚。乾隆五十七年（1792年），署理河东河道总督。乾隆五十八年（1793年），护理山东巡抚。乾隆五十九年（1794年），任山东按察使，护理山东巡抚。同年改任云南按察使。乾隆六十年四月十九日（1795年6月5日），任云南巡抚，坐衔兵部侍郎、右副都御史。嘉庆四年五月十三日（1799年6月15日），調任兵部右侍郎。嘉慶四年九月廿三日（1799年10月21日），转任兵部左侍郎。嘉慶五年正月卅日（1800年2月23日），因故被革職。
嘉庆十二年八月（1807年9月），江兰在北京病逝。

## 相关
《清稗類鈔·技勇類》的《漢文臣射鹿》篇记载有“惟江畹香中丞蘭甫彎弓，其鞢忽壞，弓矢盡落於地，上大笑，時謂之江三丟”，可知江兰应不擅长射箭。《扬州画舫录》称其“工诗文，有集”，表明其擅长诗文，并曾编纂有诗文集。新安画派后期代表画家江士相是江兰弟弟江蕃之子。